# Mike Godwin
Mike Wayne Godwin (født 26. oktober 1956) er en amerikansk jurist og forfatter, der er bedst kendt for at have formuleret Godwins lov i 1990 om Usenet-diskussioner. Han var desuden Electronic Frontier Foundations første lønnede jurist. Fra 2005 til 2007 var han forsker ved Yale University, og dernæst fra juli 2007 til oktober 2010, ansat som Wikimedia Foundations jurist.